# Marche sur Washington pour l'emploi et la liberté
La Marche sur Washington pour l'emploi et la liberté (en anglais March on Washington for Jobs and Freedom) est une marche politique qui se déroula à Washington le 28 août 1963. Martin Luther King y fit son discours historique I have a dream (« J'ai un rêve »), symboliquement devant le Lincoln Memorial.

## Histoire et organisation
La marche sur Washington de 1963, fut organisée par un groupe de défenseurs des droits civiques, de syndicats et d'organisations religieuses. Le nombre des participants varie de 200 000 à plus de 300 000 selon les estimations. Environ 80 % des marcheurs étaient des Afro-Américains et 20 % des Blancs ou d'autres groupes ethniques, cette diversité fut promue par Anna Arnold Hedgeman. Au succès de cette marche, on doit en partie le vote du Civil Rights Act de 1964 et du Voting Rights Act de 1965.

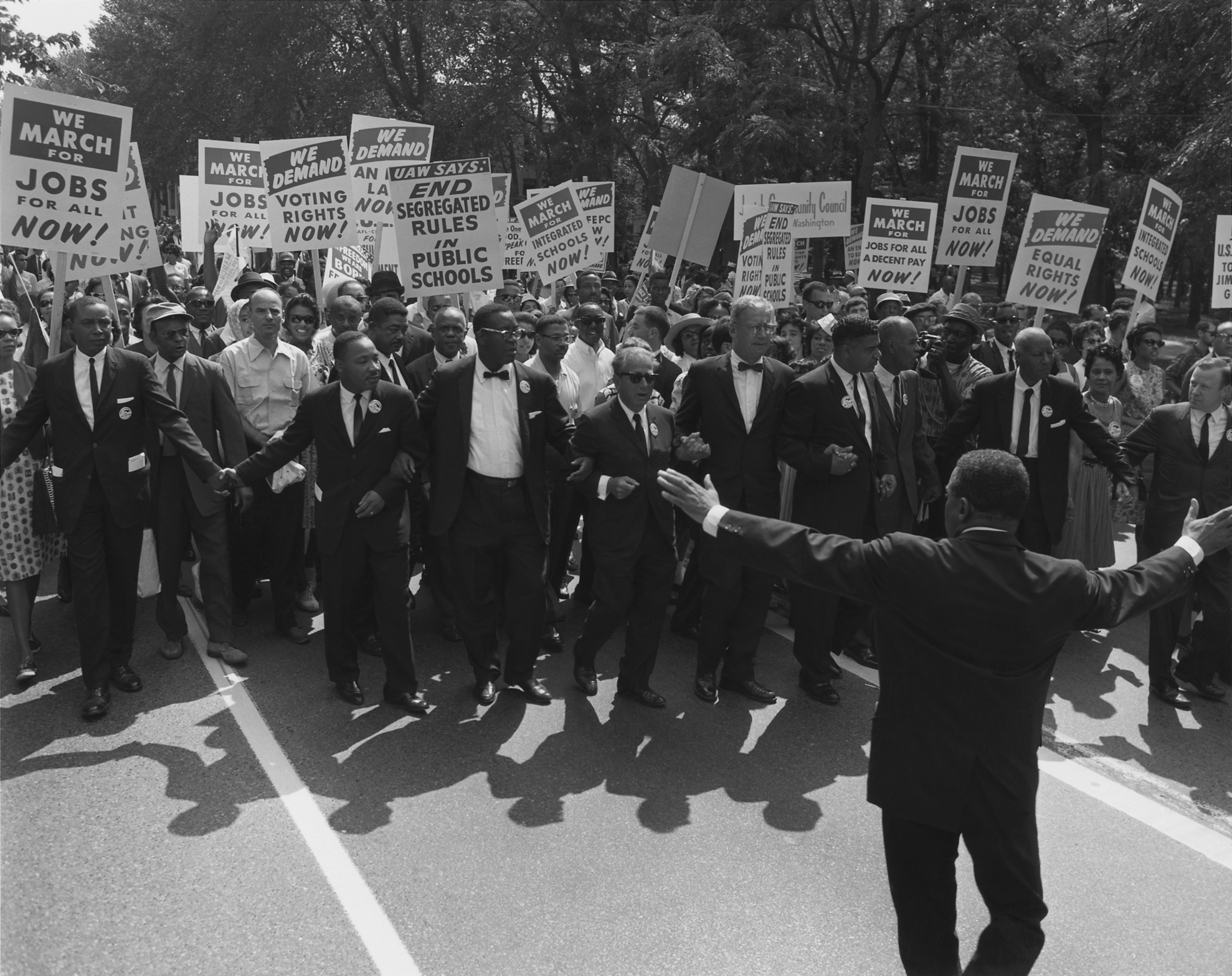
La Marche du 28 août 1963, avec notamment Martin Luther King, Joseph L. Rauh Jr, Whitney Young, Roy Wilkins, Asa Philip Randolph, Walter Reuther et Sam Weinblatt.

La marche était organisée par Asa Philip Randolph, fondateur du premier syndicat noir, James L. Farmer, Jr. (président du Congress of Racial Equality), John Lewis (président du Student Nonviolent Coordinating Committee), Martin Luther King (président du Southern Christian Leadership Conference), Roy Wilkins (président de la NAACP), Whitney Young (président de la National Urban League), Bayard Rustin, qui avait déjà organisé la Journée de la réconciliation de 1947, et Anna Arnold Hedgeman,,.
La marche débuta au Washington Monument et se termina au Lincoln Memorial, distant d'un kilomètre, avec un programme de discours et de musique. Parmi ceux qui s'exprimèrent, les six dirigeants des droits civiques, les Big Six, des dirigeants des religions catholique, protestante et israélite, le syndicaliste Walter Reuther. Les deux seules femmes à prendre la parole furent Joséphine Baker, en uniforme de l'armée de l'air française, et Daisy Bates. Le discours de James Farmer, alors emprisonné en Louisiane, fut lu par Floyd McKissick.
Plusieurs chanteurs animèrent la manifestation, comme Mahalia Jackson, Marian Anderson, Odetta, le groupe vocal The Freedom Singers (en), le trio Peter, Paul and Mary (qui chanta notamment la chanson de Bob Dylan Blowin' in the Wind tout juste enregistrée par lui) ; Bob Dylan pour sa part y interprète plusieurs chansons dont Only a Pawn in Their Game, sur la haine raciale dans la culture des blancs du Sud qui conduisit à l'assassinat de Medgar Evers, et When the Ship Comes In, sur laquelle Joan Baez l'a rejoint pour chanter en duo. Joan Baez a également chanté We Shall Overcome, un autre protest song à tonalité biblique et prophétique comme les précédents,.
La marche et les discours furent largement couverts par les médias américains et internationaux.[réf. souhaitée]
George Lincoln Rockwell, chef du Parti nazi américain, organisa une contre manifestation avec une centaine de supporters, mais fut rapidement dispersé par la police. 
Le reste de la ville resta silencieuse durant la marche.[réf. nécessaire]

## Galerie

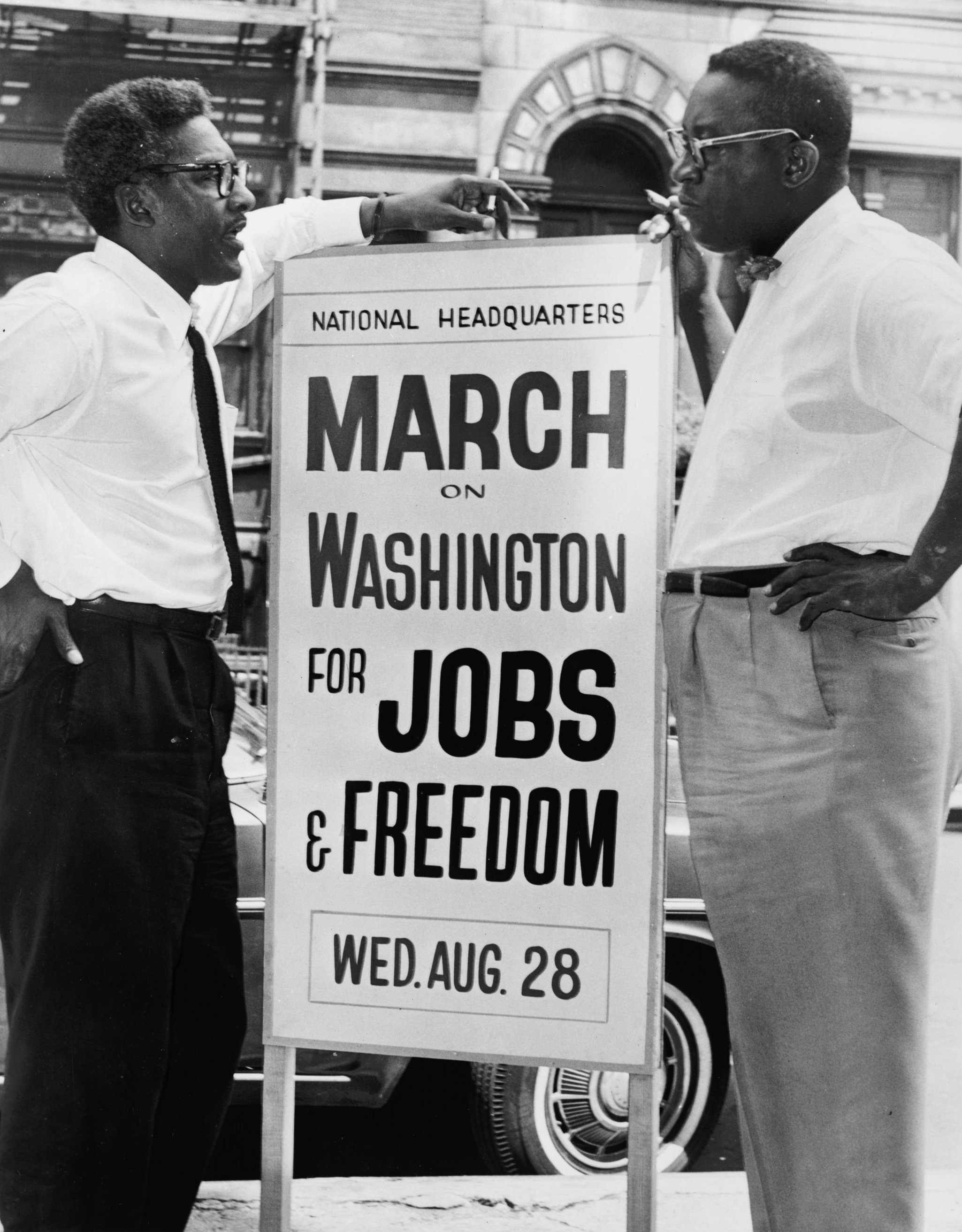
Bayard Rustin (gauche) et Cleveland Robinson (droite).
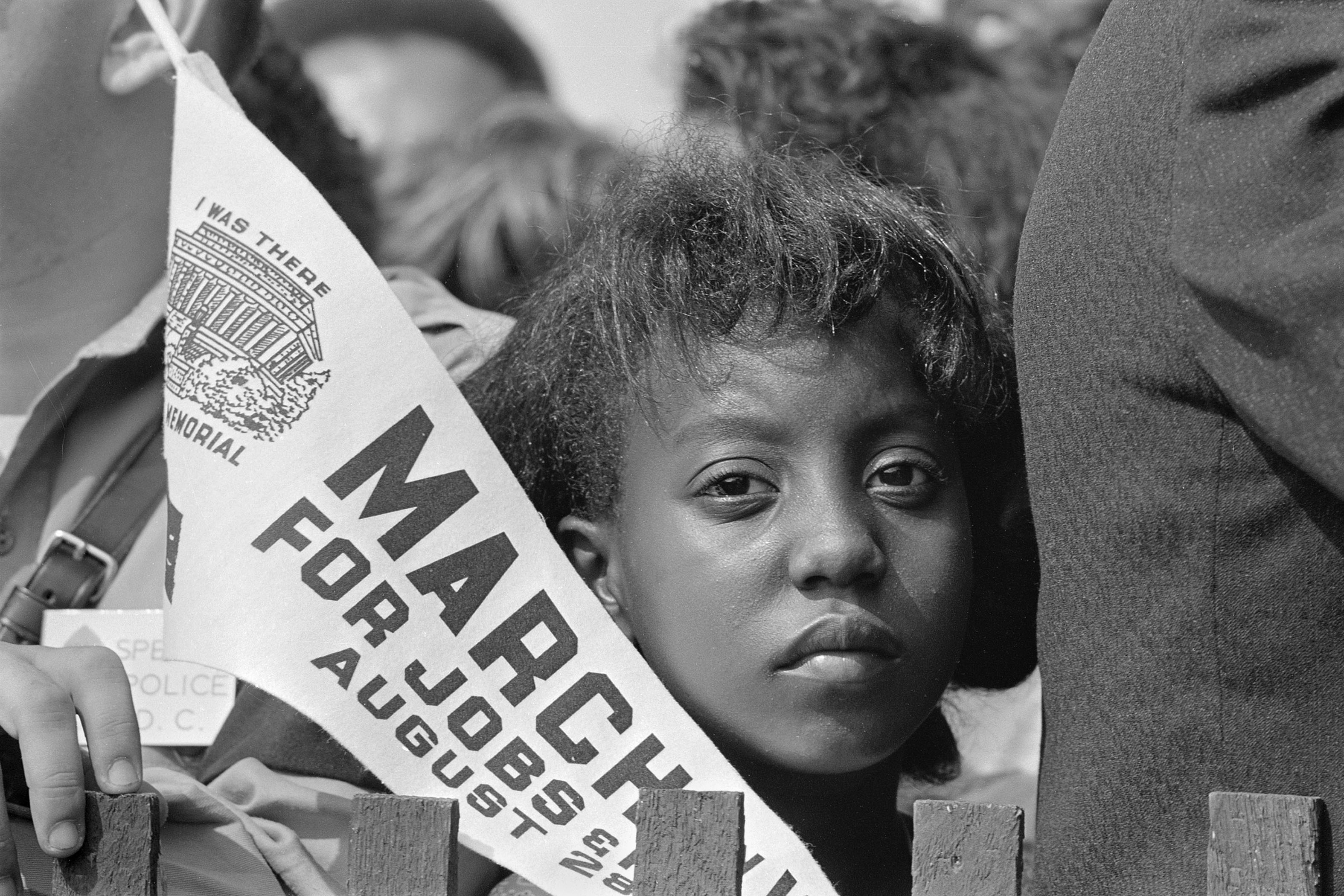
Un participant à la Marche sur Washington.
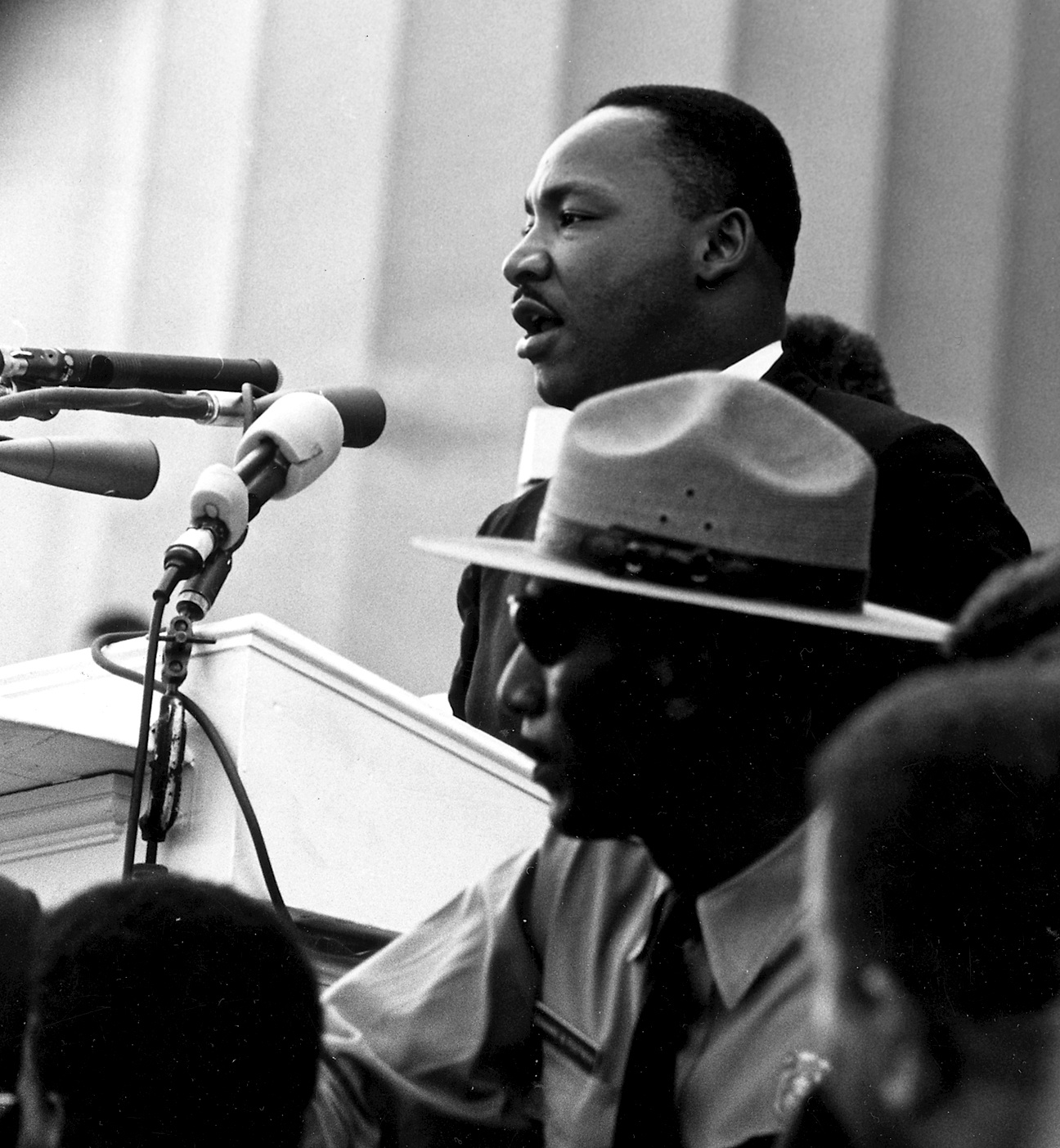
Martin Luther King prononçant son discours.
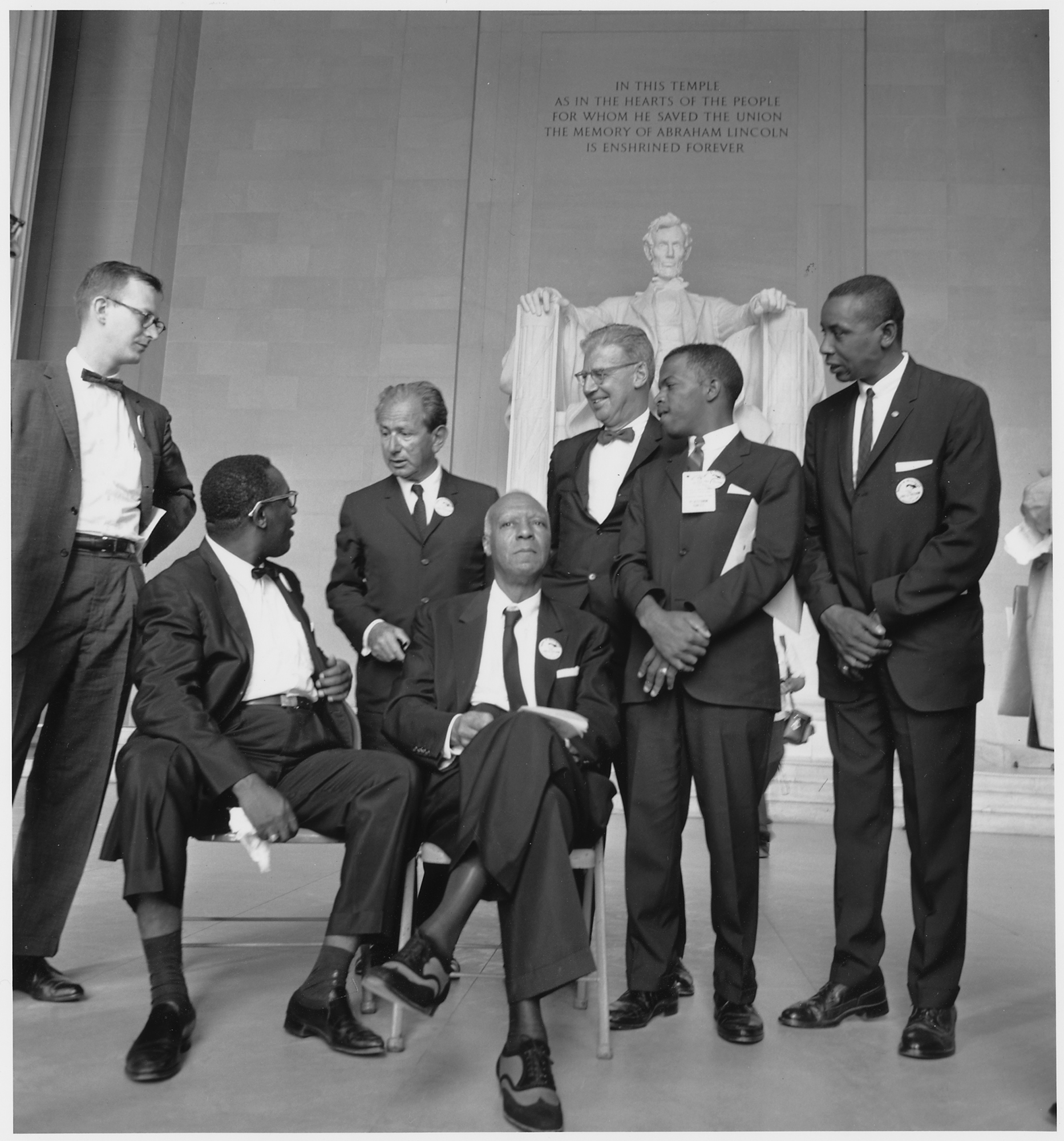
Responsables de la marche au Lincoln Memorial.
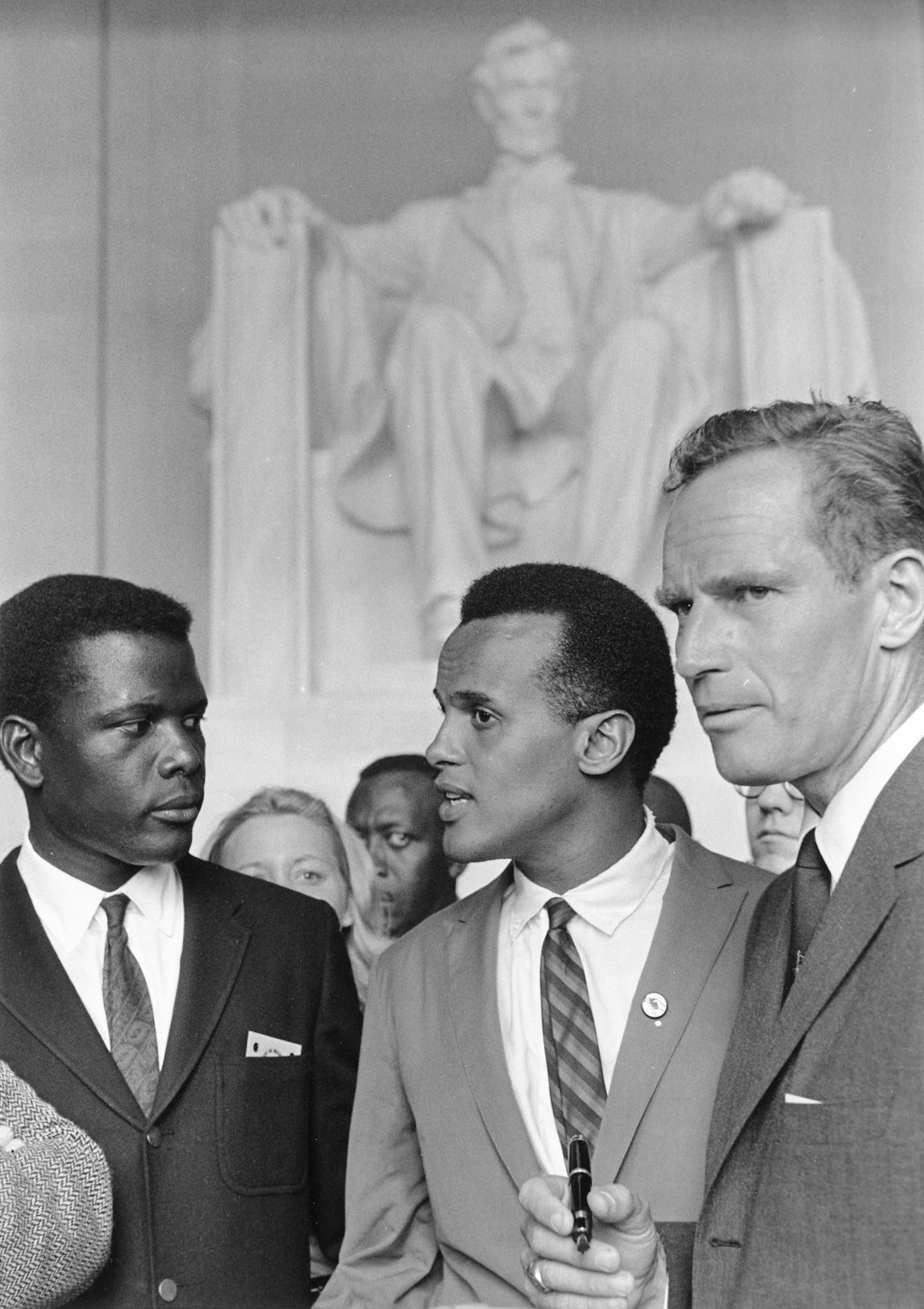
Sidney Poitier, Harry Belafonte et Charlton Heston